# Iphiaulax gloriatorius
Iphiaulax gloriatorius är en stekelart som beskrevs av Cameron 1887. Iphiaulax gloriatorius ingår i släktet Iphiaulax och familjen bracksteklar. Inga underarter finns listade i Catalogue of Life.